# Święty Franciszek z Asyżu otrzymujący stygmaty (obraz w Galeria Uffizi)
Święty Franciszek z Asyżu otrzymujący stygmaty (wł. San Francesco d’Assisi riceve le Stimmate) – średniowieczny obraz przypisywany autorowi Krzyża nr 434 lub Maestro del San Francesco Bardi, znajdujący się w zbiorach florenckiej Galeria Uffizi.

## Historia
Obraz został zakupiony w 1863 od handlarza antykami Ugo Baldiego. W okresie poprzedzającym tę datę w szeregu państw europejskich, sąsiadujących z Toskanią, władze cywilne przejmowały przy różnych okazjach majątki kościelne – diecezjalne i klasztorne (1855 Królestwo Sardynii, 1786 Wielkie Księstwo Toskanii, 1808 I Cesarstwo Francuskie wraz z terenami okupowanymi w Italii). Obraz powstał w XIII wieku. Pierwotnie jego autorstwo przypisywano Bonaventurze Berlinghieriemu lub któremuś z jego uczniów. Obecnie za autora uważany jest Maestro del San Francesco Bardi lub Maestro della Croce 434. Dzieło prezentowane było na specjalistycznych wystawach począwszy od 1937, m.in. w Paryżu w 1952, Pekinie 2006, Rzymie 2010. Poddawane było pracom konserwatorskim w 1997 i 2004.

## Tematyka
Święty Franciszek z Asyżu przedstawiony został w momencie otrzymywania stygmatów. Wydarzenie to, zgdonie z pierwszymi biografiami Biedaczyny, miało miejsce 14 lub 15 września 1224 na La Vernie w Toskanii. Święty, przebywając w odosobnieniu na modlitwie, miał wizję serafina trzymającego ukrzyżowaną nagą postać mężczyzny. Od tego momentu na jego ciele odradzały się znaki Męki Pańskiej, tzn. stygmaty, które starał się ukrywać aż do swej śmierci w 1226. Stygmatyzacja św. Franciszka stała się fenomenem nieodłącznie związanym z duchowością ruchu franciszkańskiego, stąd coraz częstsze przedstawianie jej na obrazach religijnych w środowisku minoryckim w następnych wiekach (klasztory franciszkańskie i klariańskie, kościoły tercjarzy).
Artysta na pierwszym planie przedstawił św. Franciszka klęczącego z uniesionymi w górę rękami jak u oranta. Modlący się ma na sobie franciszkański ciemny habit z kapturem, przepasany białym sznurem z trzema węzłami. Na głowie Franciszka widnieje tonsura mnisza. Święty ma aureolę. Malarz już zaznaczył na bosych stopach i uniesionych w modlitewnym geście dłoniach rany stygmatów. Franciszek wpatruje się w serafina. Niejako na drugim planie, w prawym narożniku unosi się serafin z ukrzyżowanym. Od ran mistycznej postaci spływają w kierunku ran na ciele świętego złote promienie. Za mistykiem artysta namalował olbrzymią górę oraz zadaszoną dwuspadowo budowlę – kaplicę lub erem. Zachowało się pierwotne obramowanie obrazu z dziesięcioma złotymi ćwiekami.
Temat stygmatyzacji Biedaczyny z Asyżu podjęli w swojej twórczości: Giotto di Bondone, Pietro Lorenzetti, Gentile da Fabriano, Michał Anioł, Francesco Beccaruzzi, Cima da Conegliano, Domenico Veneziano, Jan van Eyck, El Greco, Tycjan.